# Vitstrimmig trädklättrare
Vitstrimmig trädklättrare (Lepidocolaptes leucogaster) är en fågel i familjen ugnfåglar inom ordningen tättingar.

## Utseende och läte
Vitstrimmig trädklättare är en slank, liten till medelstor (21,5–23,5 cm) trädklättrare med en smal, nedåtböjd näbb. Fjäderdräkten är varmbrun ovan med vit strupe och vita kinder. Huvudet i övrigt och undersidan är kraftigt vitstrimmig på svart botten. Sången består av en stammande två till tre sekunder lång drill av 20–35 ljusa toner. Den börjar relativt torr, men faller sedan och blir fylligare för att sedan avstanna något på slutet. Lätet är ett kort och grovt drillande "tsisirr".

## Utbredning och systematik
Vitstrimmig trädklättrare delas in i två underarter med följande utbredning:
- Lepidocolaptes leucogaster umbrosus – förekommer i nordvästra Mexiko (sydöstra Sonora, Durango, Nayarit och Jalisco)
- Lepidocolaptes leucogaster leucogaster – förekommer i sydvästra Mexiko (Jalisco till Colima, Oaxaca, Puebla och Veracruz)

## Levnadssätt
Fågeln hittas huvudsakligen i subtropiska och tempererade skogslandskap över 900 meters höjd, dock tillfälligtvis på mycket lägre nivåer. Den ses ofta i artblandade flockar på jakt framför allt efter insekter.

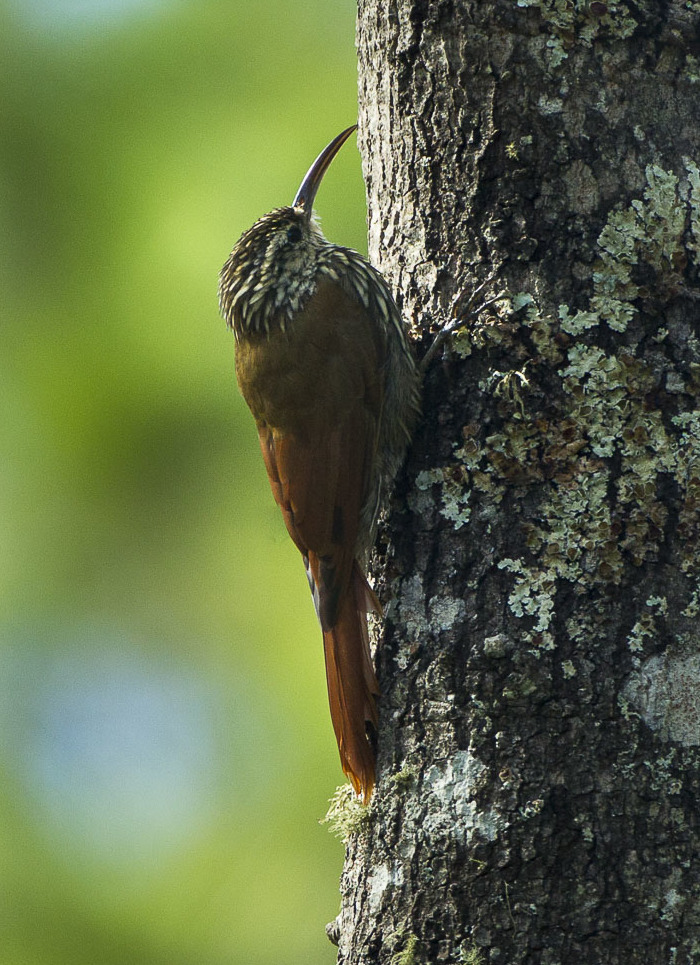

## Status och hot
Arten har ett stort utbredningsområde och en stor population, men tros minska i antal, dock inte tillräckligt kraftigt för att den ska betraktas som hotad. Internationella naturvårdsunionen IUCN listar därför arten som livskraftig (LC). Beståndet uppskattas till i storleksordningen 50 000 till en halv miljon vuxna individer.